# Andri Glushchenko
Andri Olexandrovych Glushchenko –en ucraniano, Андрій Олександрович Глущенко– (Kirovogrado, URSS, 23 de octubre de 1977) es un deportista ucraniano que compitió en triatlón y acuatlón.
Ganó una medalla de bronce en el Campeonato Mundial por Relevos de 2003 y una medalla de plata en el Campeonato Mundial de Acuatlón de 2002.

## Palmarés internacional
| Campeonato Mundial por Relevos | Campeonato Mundial por Relevos | Campeonato Mundial por Relevos | Campeonato Mundial por Relevos |
| Año                            | Lugar                          | Medalla                        | Prueba                         |
| ------------------------------ | ------------------------------ | ------------------------------ | ------------------------------ |
| 2003                           | Tiszaújváros (Hungría)         | Medalla de bronce              | Relevos                        |

| Campeonato Mundial | Campeonato Mundial | Campeonato Mundial | Campeonato Mundial |
| Año                | Lugar              | Medalla            | Prueba             |
| ------------------ | ------------------ | ------------------ | ------------------ |
| 2002               | Cancún (México)    | Medalla de plata   | Individual         |